# Zemljina kora
Zemljina kora površinski je dio Zemlje koja zajedno s gornjim dijelom plašta sačinjava stjenovitu cjelinu: litosferu.
Razlikuju se dva tipa: kontinentalna i oceanska kora.
Stare konsolidirane mase ili kratoni (štitovi i platforme) čine dijelove kontinentalne kore. Ona se sastoji pretežno od granita, a naziva se i SIAL po glavnim elementima siliciju i aluminiju. Prosječne je debljine 35 km, a najviše do 70 km. Izrazito je heterogenog sastava, a sadrži i veliku količinu tzv. inkompatibilnih elemenata (Cs, Rb, K, Ba, Pb, La, Ce, U, Th, Ta, Nb i P). Inkompatibilni elementi su elementi koji imaju ionske polumjere i/ili ionske naboje takve da ne dozvoljavaju njihovim ionima da se lako izmjenjuju i uključuju u glavne kristalizirane faze plašta. Zbog toga su, pri diferencijacijskim procesima, za vrijeme taljenja zaostali u magmi. Kontinentalna kora se konvencionalno dijeli u granitni gornji sloj i gabroidni donji sloj, koji su međusobno odijeljeni Conradovim diskontinuitetom. Ta podjela je pogrešna jer gabro ne može postojati pri uvjetima temperature i tlaka kakvi vladaju u donjem dijelu kore, nego bi morao prijeći u eklogit, no gustoća eklogita je previsoka za vrijednost dobivenu seizmičkim mjerenjima. Ako bi postojalo dovoljno vode, gabroidne stijene bili bi amfiboliti, koji imaju tražena seizmička svojstva. Alternativa je da je donja kontinentalna kora sastavljena od gnajsova i granulita različitog sastava.
Oceanska kora izgrađuje čvrstu podlogu oceana. Seizmičkim mjerenjima pokazalo se da ne varira ni vodoravno ni okomito u sastavu, nego da se sastoji većinom od bazalta s malim količinama serpentinita. Naziva se i SIMA po glavnim elementima siliciju i magneziju. Debljine je svega 10 do 12 km.
Granična zona između kore i plašta je Mohorovičićev diskontinuitet.
Prosječna debljina Zemljine kore iznosi 35 km na kontinentima i oko 7 km ispod oceanskog dna. Približni sastav joj je:
- kisik – 47 %
- silicij – 28 %
- aluminij – 8 %
- željezo – 4,5 %
- kalcij – 3,5 %
- natrij – 2,5 %
- kalij – 2,5 %
- magnezij – 2,2 %.